# Shane Kimbrough
Robert Shane Kimbrough (* 4. Juni 1967 in Killeen, Bundesstaat Texas, USA) ist ein ehemaliger US-amerikanischer Astronaut und ehemaliger Offizier der United States Army.

## Leben
Kimbrough absolvierte 1985 die Lovett School in  Atlanta (Georgia) und begann ein Studium an der Militärakademie der US-Army in West Point. Dort erhielt er 1989 einen Bachelor in Luftfahrttechnik. An der Flugschule der US-Army wurde er zum Armeeflieger ausgebildet. 1990 nahm er am Zweiten Golfkrieg teil. Er stieg zum Staffelführer von Kampfhubschraubern und zum Regimentskommandeur auf; sein letzter Dienstgrad vor der Pensionierung war Oberst (Colonel).
1998 machte er einen Abschluss als Master of Science in Operations Research am Georgia Institute of Technology, danach arbeitete er als Assistenzprofessor an der Militärakademie in West Point.
Kimbrough kam im September 2000 zur NASA und arbeitete am Flughafen Ellington Field bei Houston als Simulationsingenieur für das Shuttle Training Aircraft.

## Astronautentätigkeit
Kimbrough wurde im Mai 2004 von der NASA als Astronaut ausgewählt (NASA-19 Selection). Im Februar 2006 schloss er das Astronautenanwärtertraining ab, das wissenschaftliche und technische Einheiten, intensiven Unterricht zum Space Shuttle und zur Internationalen Raumstation ISS, physiologische Ausbildung,  Flugstunden mit der Northrop T-38 sowie Wasser- und Survival-Trainings enthielt. Der Abschluss dieser Erstausbildung qualifiziert ihn für die verschiedenen technischen Aufgaben innerhalb des Astronautenkorps für künftige Flugzuordnungen als Missionsspezialist.
Am 15. November 2008 startete er mit der Mission STS-126 zu seinem ersten Raumflug. Während der Mission unternahm er zwei Außeneinsätze. Die Landung erfolgte am 30. November.
Am 19. Oktober 2016 startete Kimbrough zu seinem zweiten Raumflug. Zusammen mit Sergei Ryschikow und Andrei Borissenko flog er im Raumschiff Sojus MS-02 zur ISS. Dort arbeitete er zunächst als Bordingenieur der Expedition 49. Am 30. Oktober übernahm er das Kommando der Expedition 50. Die Landung erfolgte am 10. April 2017.
Ende Juli 2020 wurde er für die Mission SpaceX Crew-2 eingeteilt, die am 23. April 2021 startete. Die Rückkehr zur Erde erfolgte am 9. November 2021.
Kimbrough verließ die NASA am 31. Juli 2022.

## Zusammenfassung
| Nr. | Mission                       | Funktion                     | Flugzeitraum                      | Flugdauer      |
| --- | ----------------------------- | ---------------------------- | --------------------------------- | -------------- |
| 1   | STS-126                       | Missionsspezialist           | 15. – 30. November 2008           | 15d 20h 29min  |
| 2   | Sojus MS-02 (ISS 49 und 50)   | Bordingenieur/ISS-Kommandant | 19. Oktober 2016 – 10. April 2017 | 173d 03h 15min |
| 3   | SpaceX Crew-2 (ISS 65 und 66) | Bordingenieur                | 23. April 2021 – 9. November 2021 | 199d 17h 44min |

## Privates
Kimbrough ist verheiratet und hat drei Kinder.